# Anthony Lawrence (scénariste)
 (mars 2017).
Si vous disposez d'ouvrages ou d'articles de référence ou si vous connaissez des sites web de qualité traitant du thème abordé ici, merci de compléter l'article en donnant les références utiles à sa vérifiabilité et en les liant à la section « Notes et références ».
Pour l’article homonyme, voir Anthony Lawrence.
Anthony Lawrence est un scénariste, acteur, réalisateur et producteur de séries télévisées américain, né le 12 mai 1929 à Hollywood. Il est connu comme le créateur de la série Le Sixième Sens.

## Filmographie sélective

### En tant que producteur
Télévision
- 1979 : Le Roman d'Elvis (Elvis) (téléfilm) de John Carpenter
- 1981 : The Phoenix (série télévisée)
- 1984 : Jessie (série télévisée)
- 1985-1986 : Lady Blue (série télévisée)
- 1986-1987 : La Cinquième Dimension (The New Twilight Zone) (série télévisée)

### En tant que scénariste
Télévision
- 1962-1963 : Bonanza (série télévisée) (8 épisodes)
- 1963-1964 : Au-delà du réel (The Outer Limits) (série télévisée) (2 épisodes)
- 1966-1967 : Commando du désert (The Rat Patrol) (série télévisée) (5 épisodes)
- 1969-1974 : Hawaï police d'État (Hawaii Five-O) (série télévisée) (9 épisodes)
- 1972 : Le Sixième Sens (The Sixth Sense) (série télévisée) (2 épisodes)

### Cinéma
- 1964 : L'Homme à tout faire (Roustabout) de John Rich
- 1966 : Paradis hawaïen (Paradise, Hawaiian Style) de Michael Moore
- 1967 : Trois gars, deux filles... un trésor (Easy Come, Easy Go) de John Rich